# Pierre Nozière
Pierre Nozière est un personnage créé dès 1885 par Anatole France et qui apparaît dans ses œuvres de souvenirs, à savoir : 
- Le Livre de mon ami, 1885
- Pierre Nozière, 1899.
- Le Petit Pierre, 1918
- La Vie en fleur, 1922.

Le titre du premier de ces ouvrages laisse entendre que Pierre Nozière est un ami d'Anatole France : en réalité il s'agit d'un double de l'écrivain qui lui permet d'évoquer plus facilement ses souvenirs. Cet ouvrage raconte l'enfance de Pierre/Anatole France à travers différentes scènes de vie et les premières conquêtes amoureuses. En transmettant cet ouvrage à Ernest Daudet, Anatole France écrit : « Je vous envoie Le Livre de mon ami, en vous confiant que tout ce qui concerne le petit Nozière forme un récit exact de mon enfance, sous cette réserve que mon père était, non pas médecin, mais libraire sur le quai Voltaire, et que les choses domestiques étaient plus étroites et plus humbles chez nous qu'elles ne sont chez un petit médecin de quartier. ».
L'ouvrage de 1899 intitulé Pierre Nozière est en trois parties. La première est à nouveau consacrée à des souvenirs d'enfance et très autobiographique. La deuxième, plus brève, est consacrée à des réflexions et s'intitule  : Notes écrites par Pierre Nozière en marge de son gros Plutarque. La troisième s'intitule Promenades de Pierre Nozière en France, avec des descriptions de Pierrefonds dans l'Oise, de Vernon dans l'Eure, de Saint-Valéry-sur-Somme, de Liesse-Notre-Dame dans l'Aisne, et de Bretagne. Le Petit Pierre prolonge ses investigations sur ses souvenirs d'enfance : « Maintenant que l'enfant dont je parle m'est devenu tout à fait étranger, je puis, en sa compagnie, me distraire de la mienne. » y écrit-il. La Vie en fleur, écrit par Anatole France deux ans avant sa mort, est consacré à l’adolescence de Pierre Nozière.